# Otto Mears

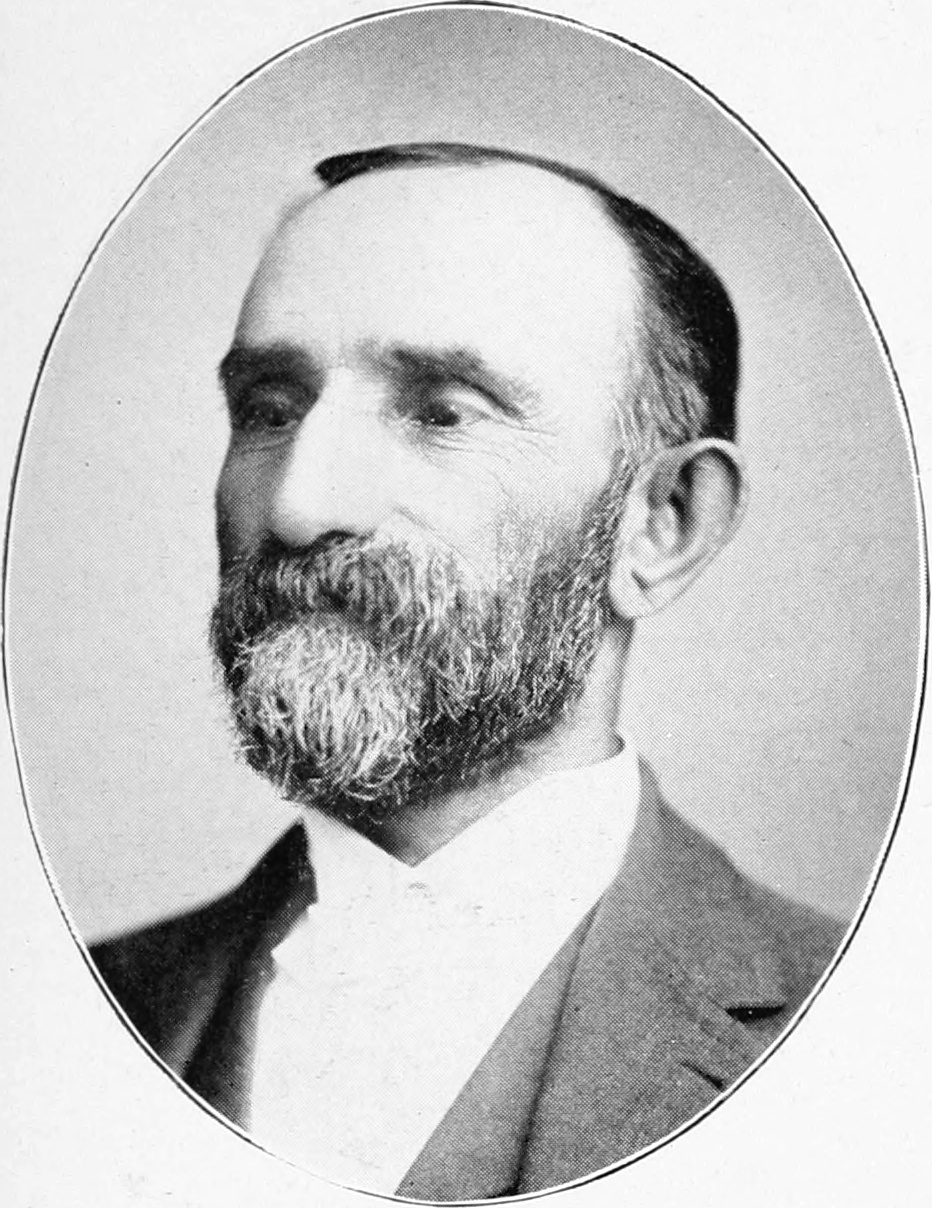
Otto Mears 1902

Zahlstelle an der Mautstraße (toll road) zwischen Silverton (Colorado) und Ouray (Colorado)

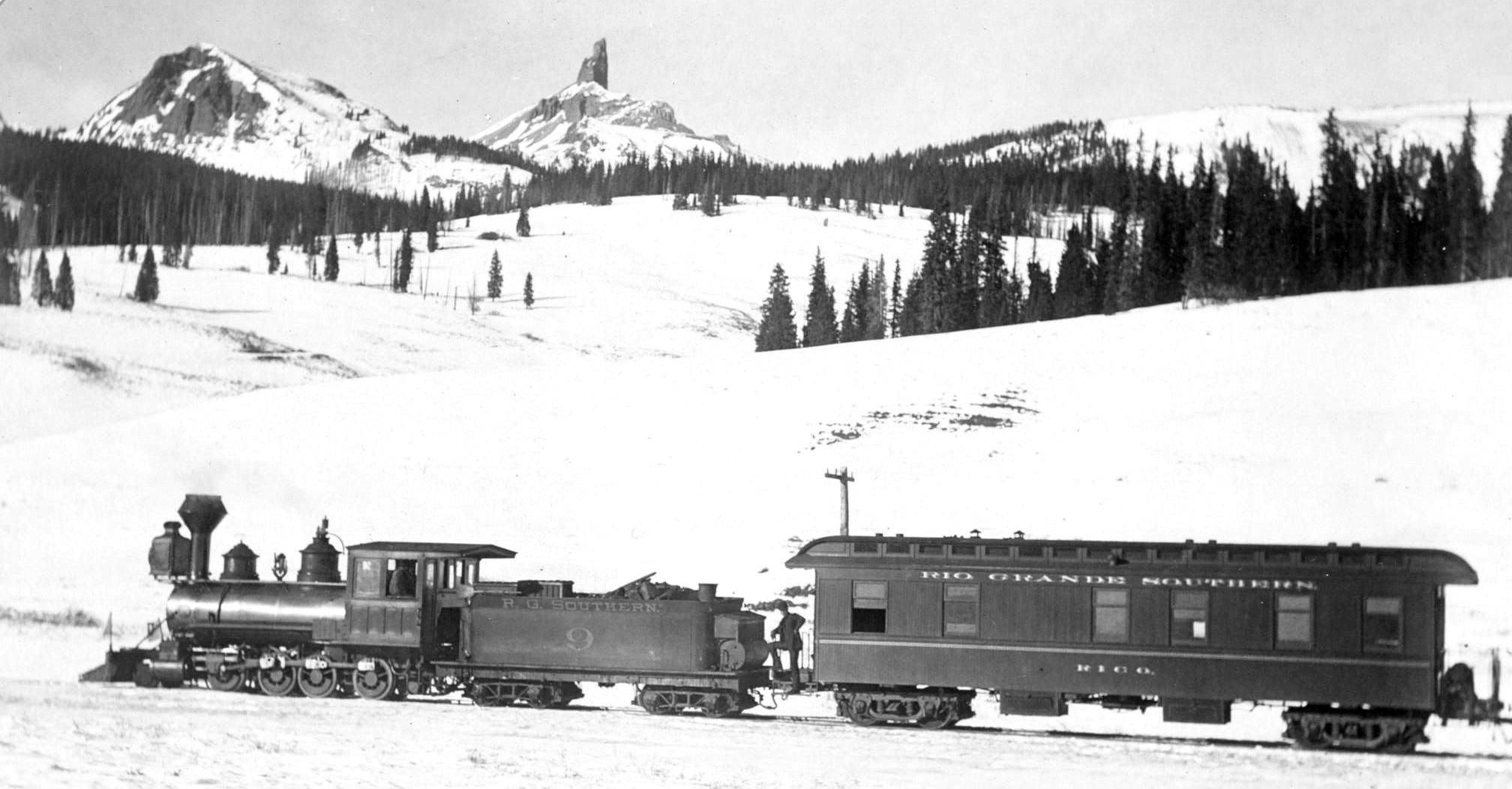
Zug der Rio Grande Southern Railroad

Otto Mears (* 3. Mai 1840 in Kurland; † 24. Juni 1931 in Pasadena, Kalifornien) war ein russischstämmiger, US-amerikanischer Unternehmer. Sein Spitzname „Pathfinder of the San Juans“ bezieht sich auf seine unternehmerische Tätigkeit und die Region, in der er dieser nachging. Besondere Verdienste erlangte er beim Bau von Verkehrswegen und der Befriedung des westlichen Teils des US-Bundesstaates Colorado.

## Leben und Werk

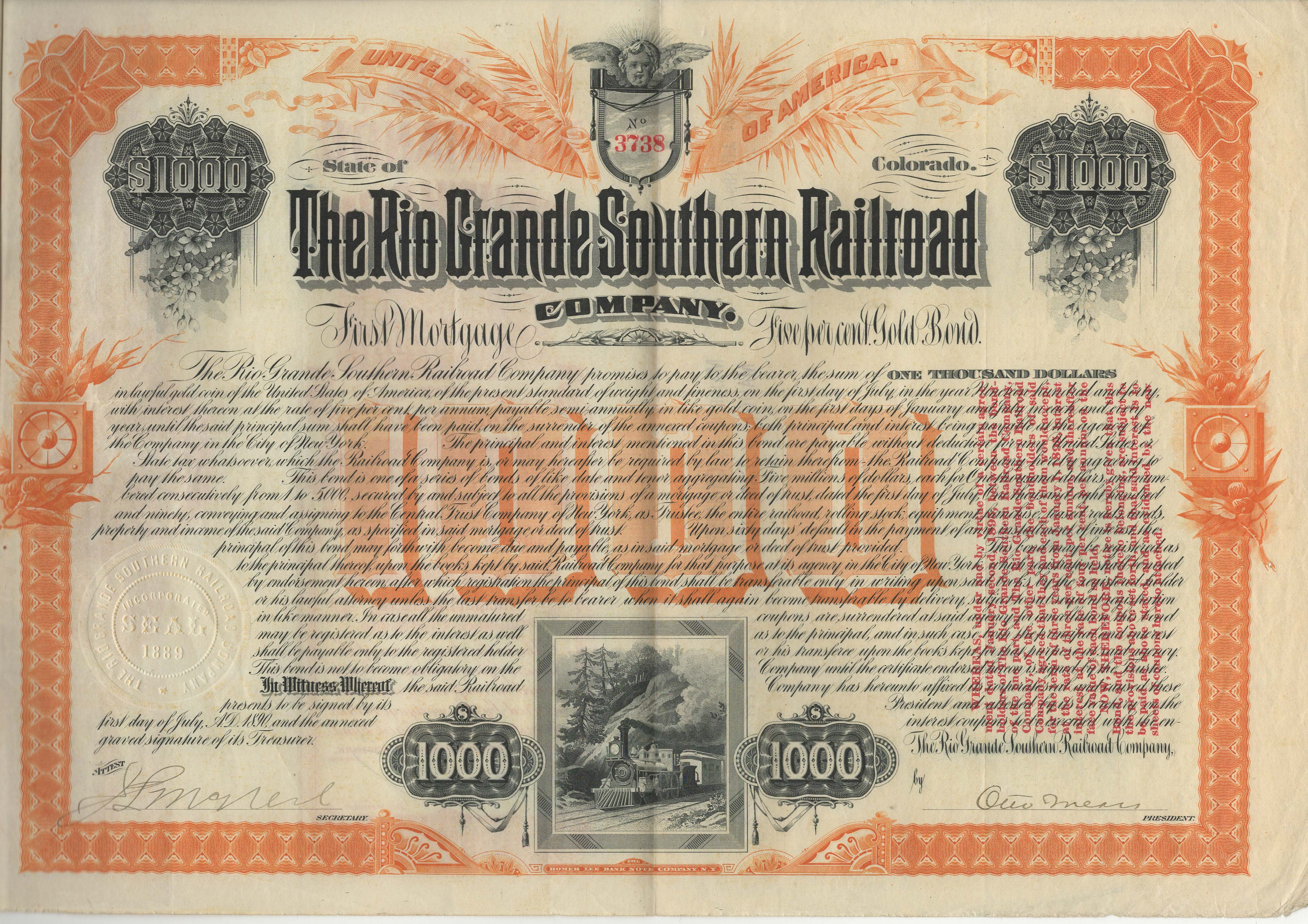
Gold Bond der Rio Grande Southern Railroad vom 1. Juli 1890, signiert von Präsident Otto Mears

Zahlschein für Straßenmaut 1892

Otto Mears wurde im Russischen Kaiserreich geboren. Seine Mutter war Russin und sein Vater Engländer. Als beide Eltern starben, wurde er mit neun Jahren zu Verwandten nach England geschickt. Ein Jahr später fuhr er über Irland in die Vereinigten Staaten. In New York angekommen, reiste er weiter über Panama nach San Francisco.
Sein Onkel, der ihn dort in Empfang nehmen sollte, war inzwischen nach Australien abgereist. Otto stand nun mit elf Jahren allein im Hafen von San Francisco. Eine mitreisende Dame nahm ihn bei sich auf. Später begann er als Zeitungsjunge sein erstes Geld zu verdienen. Danach arbeitete er in Walkerville (Kalifornien) als Angestellter eines Ladens und erlernte das Blechschmieden. Nach verschiedenen Tätigkeiten versuchte er es als Goldgräber in Nevada. Zu den Präsidentschaftswahlen 1860 behauptete er, geborener US-Bürger zu sein, und wählte Abraham Lincoln. 1861 schrieb er sich in das 1st California Infantry Regiment ein. Sein Regiment stand unter dem Kommando von Kit Carson. In Fort Summer (New Mexico) war er für die Versorgung der Soldaten mit Brot verantwortlich, dabei verkaufte er übrig gebliebenes Mehl. Mit diesem Geld und seinem Entlassungsbonus der Armee betrieb er 1864 ein Geschäft in Santa Fe (New Mexico).
Mit seinem Partner Isaak Gotthelf eröffnete er 1865 einen Laden in Conejos in der Nähe des heutigen Antonito (Colorado). Da für Holz und Mehl gute Preise bezahlt wurden, errichtete er die erste Sägemühle und Schrotmühle im Conejos County. Es gab nicht genügend Korn für die Mühle in der Umgegend, deshalb kaufte Mears Land in der Nähe von Saguache und baute Weizen an. Kurz nach der Gründung des Saguache County wurde er dessen erster Kassenführer. Er organisierte Packtierkolonnen bis nach Denver und als der Preis für Mehl sank, belieferte er das boomende Leadville.
Das Wegenetz war zu dieser Zeit sehr schlecht ausgebaut und so schlug der damalige Gouverneur des Colorado-Territoriums, Major William Gilpin, vor, dass Mears Straßen baute, pachtete und unterhielt. Dafür konnte er einen Wegzoll verlangen und später auf diesen Wegen Lizenzen für Bahnstrecken verkaufen. Die erste dieser Mautstrecken (toll roads) verlief 1866 über 50 Meilen von Saguache nach Nathrop.
1868 kam es zu Streitigkeiten mit dem Stamm der Ute um dessen Umsiedelung in den Westen Colorados. Mears, der mit den Ute handelte und deren Sprache beherrschte, wurde von der Regierung Colorados gebeten, als Vermittler zu fungieren. Er schaffte es, die Ute zur Einhaltung des geschlossenen Vertrages zu bringen. Dafür erhielt er wiederum einen Vertrag zur Belieferung der Ute mit Lebensmitteln. 1872 half Mears der Regierung beim zweiten Abkommen, dem Brunot Treaty, mit den Ute.
Weitere Mautstraßen wurden bis 1873 errichtet, so nach Lake City, Cimarron und zu den Bergbaucamps bei Quellen des Rio de las Animas, in der Nähe des heutigen Silverton.
1874 wurden nahe dem heutigen Lake City Erze (Silber) entdeckt, Mears und weitere Geschäftsleute meldeten darauf die Gründung der Siedlung an. 1875 wurde die Straße nach Animas Forks errichtet und Mears mit einem Postliefervertrag nach Ouray belohnt.
Nach dem Bau weiterer Straßen konnte er 1878 die Wegerechte nach Utah an die Denver and Rio Grande Western Railroad verkaufen. 1879 wurde eine Telegrafenlinie von Fort Garland nach Montrose in Betrieb genommen und die Straße nach Telluride planiert.
Da das Transportvolumen in Colorado stark zugenommen hatte, wurden an vielen Orten Eisenbahnen notwendig. Mears und sein Partner Fred Walsen starteten 1887 mit dem Bau der Silverton Railroad (Rainbow Route), 1889 mit dem der Rio Grande Southern Railroad und 1895 mit dem der Silverton Northern Railroad. All diese Bahnen wurden in der Spurweite 914 mm ausgeführt.
Der Wirtschaftseinbruch von 1893 kostete Mears einen Teil seines Vermögens und er musste die Kontrolle über seine Eisenbahnlinien aufgeben. Später investierte er in Eisenbahnlinien an der Ostküste.
1908 wurde auf Mears’ Anregung hin die Kuppel des Colorado State Capitol vergoldet.

### Politische Aktivitäten
- Zur Präsidentschaftswahl 1876 war Mears einer der drei Wahlmänner Colorados. Er engagierte sich in der Republikanischen Partei.[3]
- 1884 wurde er in das Repräsentantenhaus von Colorado gewählt.[4]

### Privates
- 1870 heiratete Otto Mears Mary Kampfshulte, eine deutsche Immigrantin. Am 24. Juni 1931 verstarb Mears in Pasadena (Kalifornien).